# Kiszli Vanda
Kiszli Vanda (Szekszárd, 1993. december 27. –) világbajnoki arany- és ezüstérmes maratoni kajakozó.

## Sportpályafutása
2004-ben kezdett el kajakozni Pakson.
2011-ben a szingapúri maraton kajak-kenu világbajnokságon az ifjúsági korosztályban K1 18 km-en ezüstérmet szerzett.
A Kazanyban megrendezett 2013. évi nyári universiadén júliusban – a szegedi egyetem hallgatója volt akkor – K1 500 méteren a nyolcadik, K4 200 méteren és K4 500 méteren (Csernák Edina, Szabó Petra, Szilvásy Nóra csapattársaként) egyaránt a hatodik lett.
2013 augusztusában a kolumbiai Caliban megrendezett világjátékokon K1 26 km-en ezüstérmes lett.
A győri 2015-ös maratoni kajak-kenu világbajnokságon az U23-asok versenyében K1 22 km-en aranyérmet szerzett, a felnőttek versenyében pedig K1 26 km-en a hatodik helyen ért célba.
A dél-afrikai Pietermaritzburgban rendezett 2017-es maraton kajak-kenu világbajnokságon K1 26 km-en ezüstérmes, K2 26 km-en (Mihalik Sára csapattársaként) aranyérmes lett.